# Compania Feroviară Otomană
Compania Feroviară Otomană (în engleză Ottoman Railway Company, ORC), denumită în mod obișnuit Calea ferată İzmir-Aydın (în turcă İzmir-Aydın Demiryolu), este cea mai veche cale ferată din Anatolia și a doua cea mai veche cale ferată din Imperiul Otoman. Calea ferată a fost construită de o companie britanică pentru a transporta minerale și fructe (în principal smochine) din câmpia Aydın în portul İzmir pentru a fi exportate.
Calea ferată a jucat, de asemenea, un rol important în operarea serviciului feroviar de navetă în sudul İzmirului. Până în 1912, calea ferată a operat 3 rute de navetiști în oraș. Scopul principal al companiei a fost de a construi o linie către Aydın, cu toate acestea, odată ce calea ferată a primit concesii pentru a-și extinde linia principală, a început rapid să domine industria feroviară din İzmir. Și-a extins linia principală către Denizli și apoi către Eğirdir până în 1912, de asemenea a construit linii către orașe din provincia İzmir. Cu toate acestea, obiectivul lor inițial de a ajunge la Konya în Anatolia Centrală nu a fost niciodată atins. Compania a continuat să funcționeze ca o cale ferată regională până în 1935, când Căile Ferate de Stat din Turcia au absorbit-o.

## Istorie

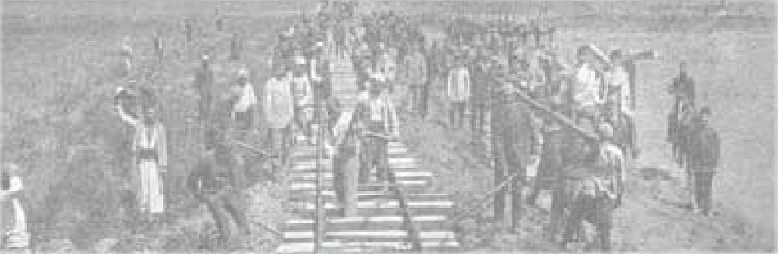
Construcția căii ferate (anii 1860)

Concesiunea către companie a fost dată la 22 septembrie 1856 privind construirea și exploatarea liniei dintre İzmir și Aydın. Concesiunea urma să dureze 50 de ani de la 1 octombrie 1860, data convenită inițial pentru deschiderea liniei. Cu toate acestea, timpul și costurile de construcție au fost subestimate, capitalul inițial estimat la 1,2 milioane lire sterline s-a dovedit prea mic și inaugurarea de la Aydın a trebuit să fie amânată până în 1866.
Prima secțiune, de la İzmir la Seydiköy, a fost deschisă la 30 octombrie 1858.  Aceasta a fost prima cale ferată din Anatolia și din Turcia actuală și a doua cale ferată din Imperiul Otoman și Orientul Mijlociu după linia Alexandria-Cairo din Eyaletul otoman al Egiptului (inaugurată în 1856).

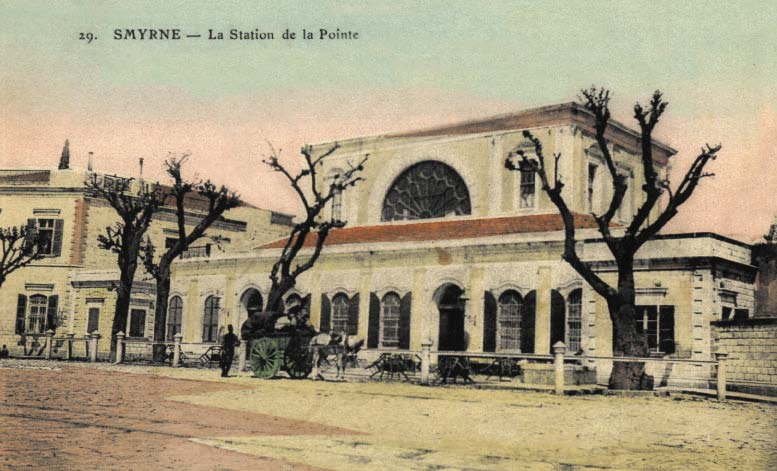
Gara Alsancak

Compania Feroviară Otomană a obținut concesii suplimentare pas cu pas și a reușit să extindă linia până la Eğridir în 1912. Compania a achiziționat în 1921 și linia metropolitană de la Șirinyer la Buca din periferia İzmirului, care a funcționat din 1870. Intenția companiei a fost de a transporta bunuri minerale și agricole din bogatele văi Menderes spre portul İzmir. Cu toate acestea, acest trafic nu a fost suficient pentru a genera venituri mari, iar compania nu a fost niciodată extrem de profitabilă. O soluție ar fi fost extinderea rețelei până la Platoul Anatolian, dar compania nu a reușit să asigure concesiunea de a se extinde la Konya sau la Afyon. Într-adevăr, concesiunile căilor ferate erau extrem de politice, deoarece alegătorii britanici nu erau dornici ca guvernul lor să ajute otomanii să construiască căi ferate care ar putea concura cu alte interese britanice în India și Orientul Mijlociu.  Pe de altă parte, CFOA, care a obținut concesiunea feroviară în Afyon și Konya, a făcut presiuni asupra otomanilor împotriva extinderii ulterioare a Companiei Feroviare Otomane. În consecință, Compania Feroviară Otomană  a acționat foarte mult ca o cale ferată colonială: a conectat un port mare la interiorul țării, a facilitat exportul de materii prime și de produse agricole și importurile de produse fabricate. Din cauza planificării slabe, Compania Feroviară Otomană nu a putut juca niciun rol în integrarea diferitelor orașe mari, cum ar fi Izmir cu Konya.

## Depouri
Compania a avut mai multe depouri de-a lungul liniei sale principale. Cel mai mare depou al companiei a fost zona de întreținere din Alsancak (un cartier din Izmir). Mici depouri de marfă au fost construite lângă linii în majoritatea orașelor. Compania  a avut două depouri de întreținere a locomotivelor situate în Alsancak și Denizli. Depouri de întreținere a vagoanelor de cale ferată au fost situate în Alsancak, Cumaovası, Tire, Aydın, Nazilli, Denizli și Dinar. Când au fost date în funcțiune depourile Alsancak, acestea erau cele mai mari din Imperiul Otoman.